# Ulica Bolesława Śmiałego w Szczecinie
Bolesława Śmiałego (do 1945: Pestalozzistraße) – ulica w szczecińskiej dzielnicy Śródmieście, należąca do osiedli Turzyn oraz Śródmieście-Północ. Przedwojenna nazwa ulicy nadana była na cześć Johanna Heinricha Pestalozziego – szwajcarskiego pedagoga i pisarza, twórcy pierwszej teorii nauczania początkowego.

## Przebieg
Ulica Bolesława Śmiałego rozpoczyna się na skrzyżowaniu z ulicą Adama Mickiewicza na obszarze osiedla Śródmieście-Północ. Następnie zmienia przynależność administracyjną na osiedle Turzyn, gdzie krzyżuje się kolejno z ulicą 5 Lipca, Jagiellońską, Piotra Ściegiennego. Na placu Marii Tarnowskiej spotyka się z ulicą Stanisława Żółkiewskiego oraz Jana Karola Chodkiewicza. Następnie krzyżuje się jeszcze z ulicą Bolesława Krzywoustego, kończąc swój bieg na ulicy Kazimierza Pułaskiego.

## Zabudowa
Kamienice wznoszące się przy ulicy Śmiałego wybudowano w latach 1902–1907. Zgodnie z rozporządzeniem władz miejskich, mieszkańcy byli zobowiązani do obsadzania ogródków przed budynkami ozdobnymi kwiatami i krzewami. Właściciele kamienic, głównie kupcy i rzemieślnicy, najczęściej zamieszkiwali partery, wynajmując wyższe piętra
. Zabudowa ulicy Bolesława Śmiałego zachowała się niemal w całości – niewielka część budynków uległa zniszczeniu w wyniku działań wojennych. Przy ulicy wznoszą się kilkupiętrowe, eklektyczne kamienice pochodzące z końca XIX wieku. Oprócz tego w latach powojennych wzniesionych zostało kilka plomb, które wypełniły puste parcele, oraz budynek Wojewódzkiego Ośrodka Medycyny Pracy – Zachodniopomorskiego Centrum Leczenia i Profilaktyki (adres: Śmiałego 33). Na początku XXI wieku rozpoczęły się generalne remonty kamienic zainicjowane przez Szczecińskie TBS. W ramach rewitalizacji gruntownie odnowiono fasady kamienic oraz ich wnętrza, zainstalowano centralne ogrzewanie, przebudowano mieszkania w oficynach dobudowując łazienki.

## Galeria zdjęć

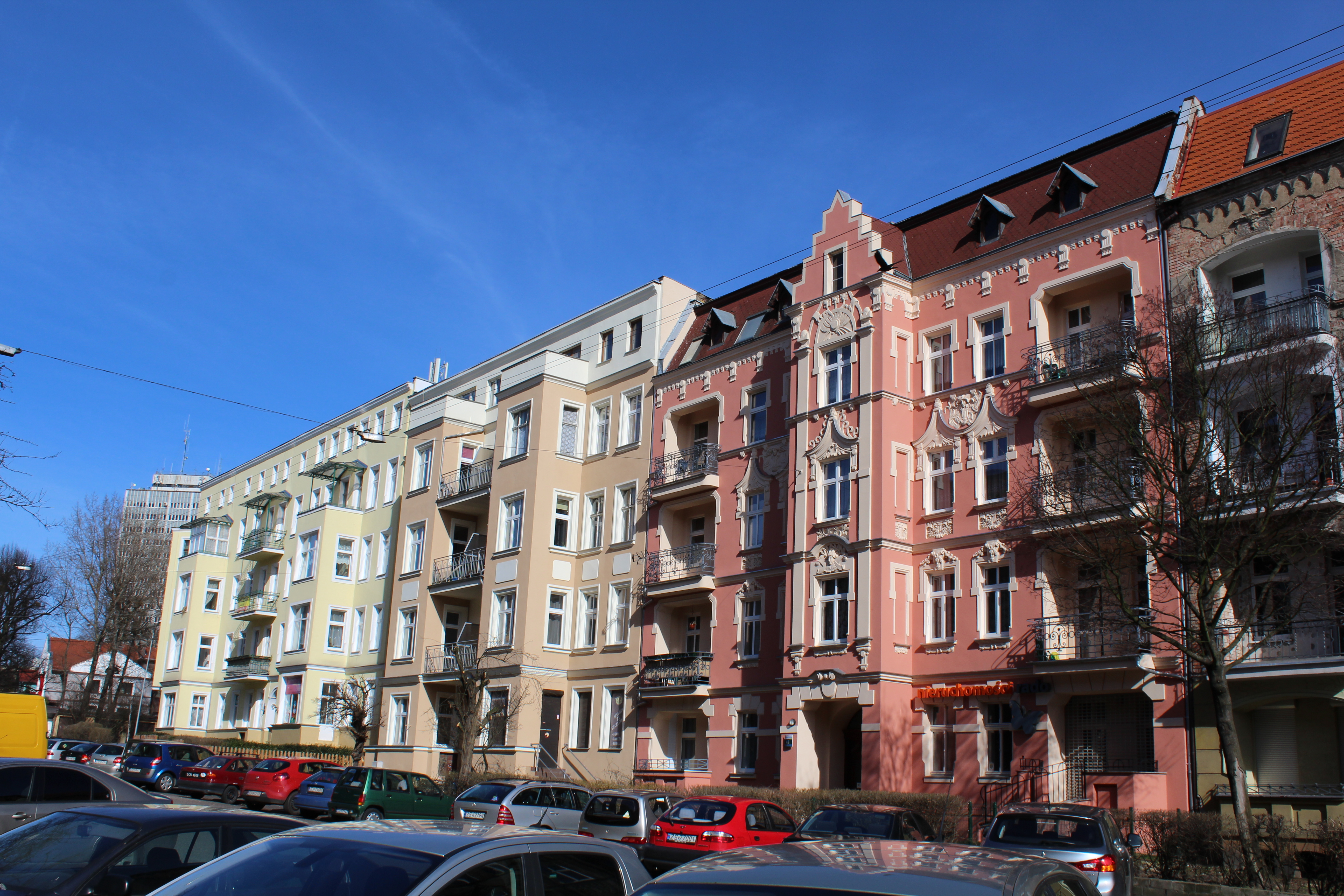
Odrestaurowane kamienice nr 45-47
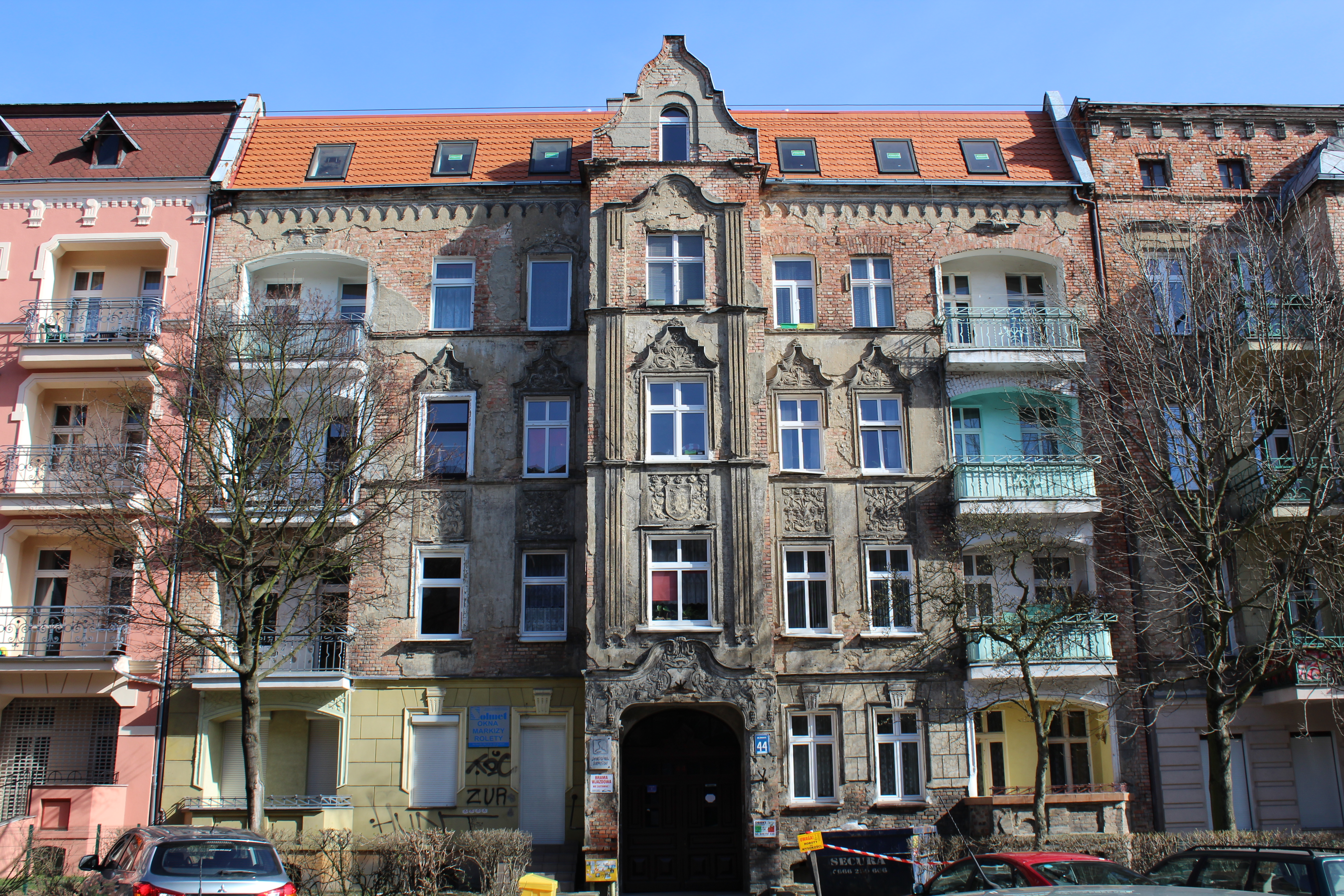
Kamienica nr 44
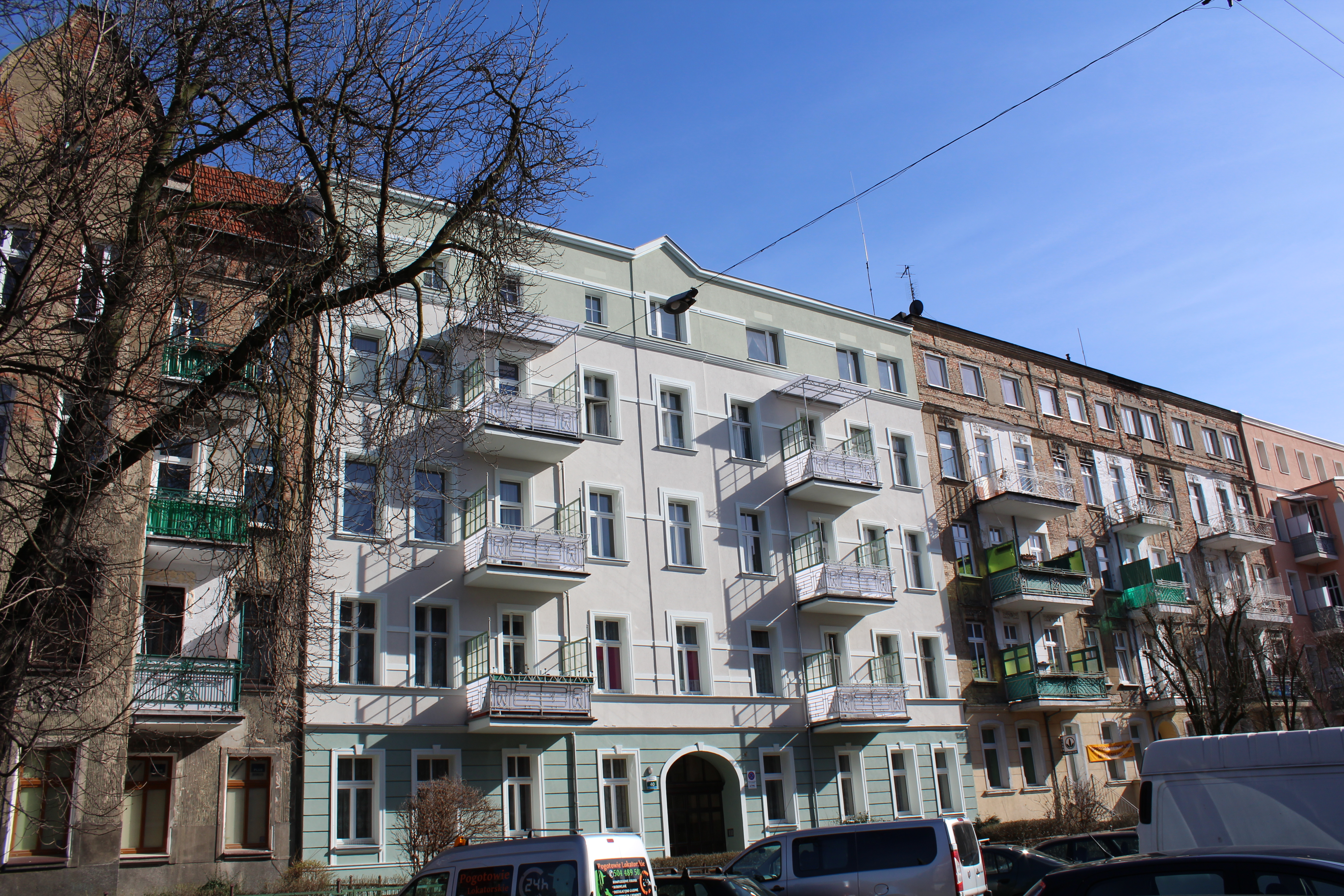
Kamienica nr 40
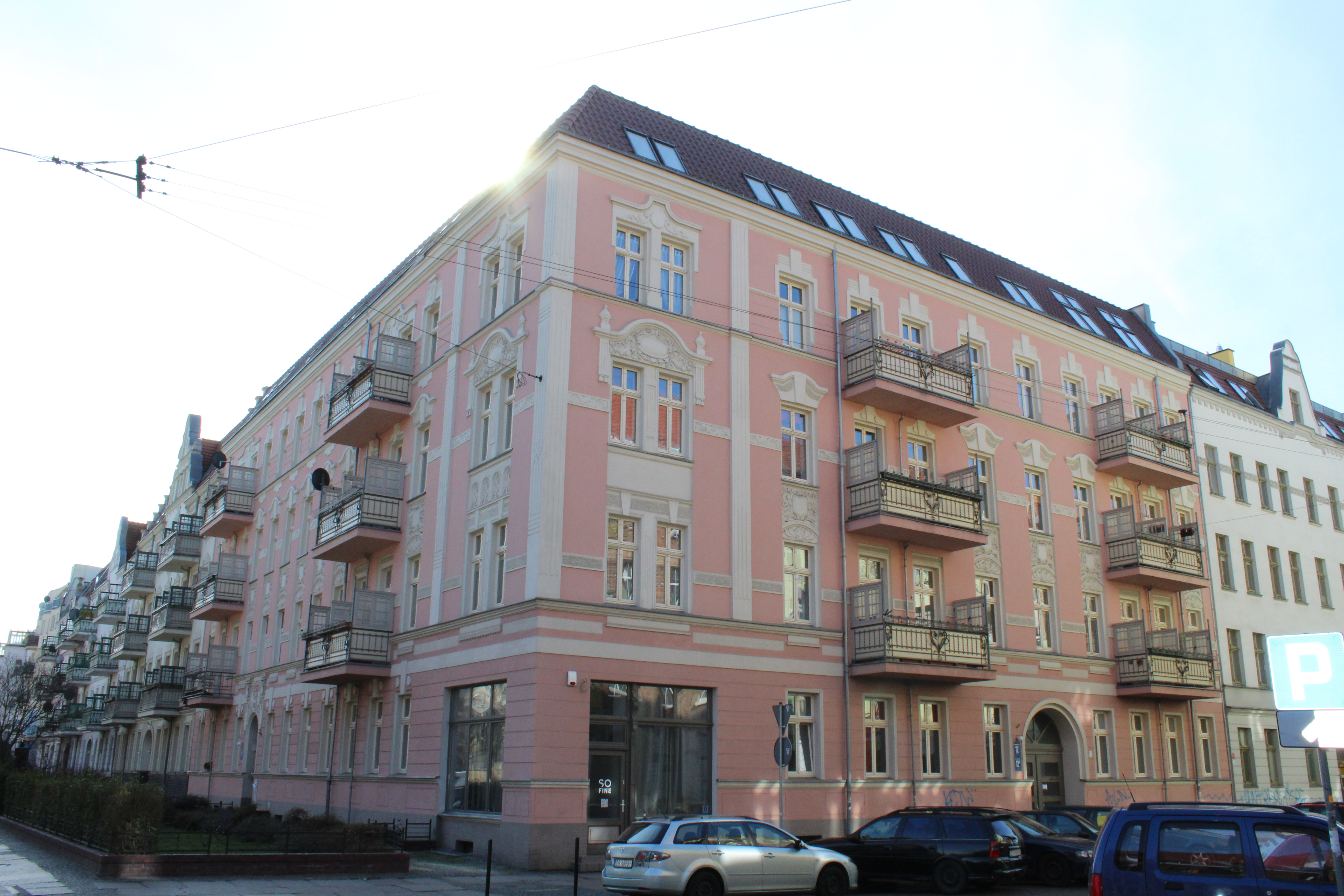
Narożnik z ul. Ściegiennego
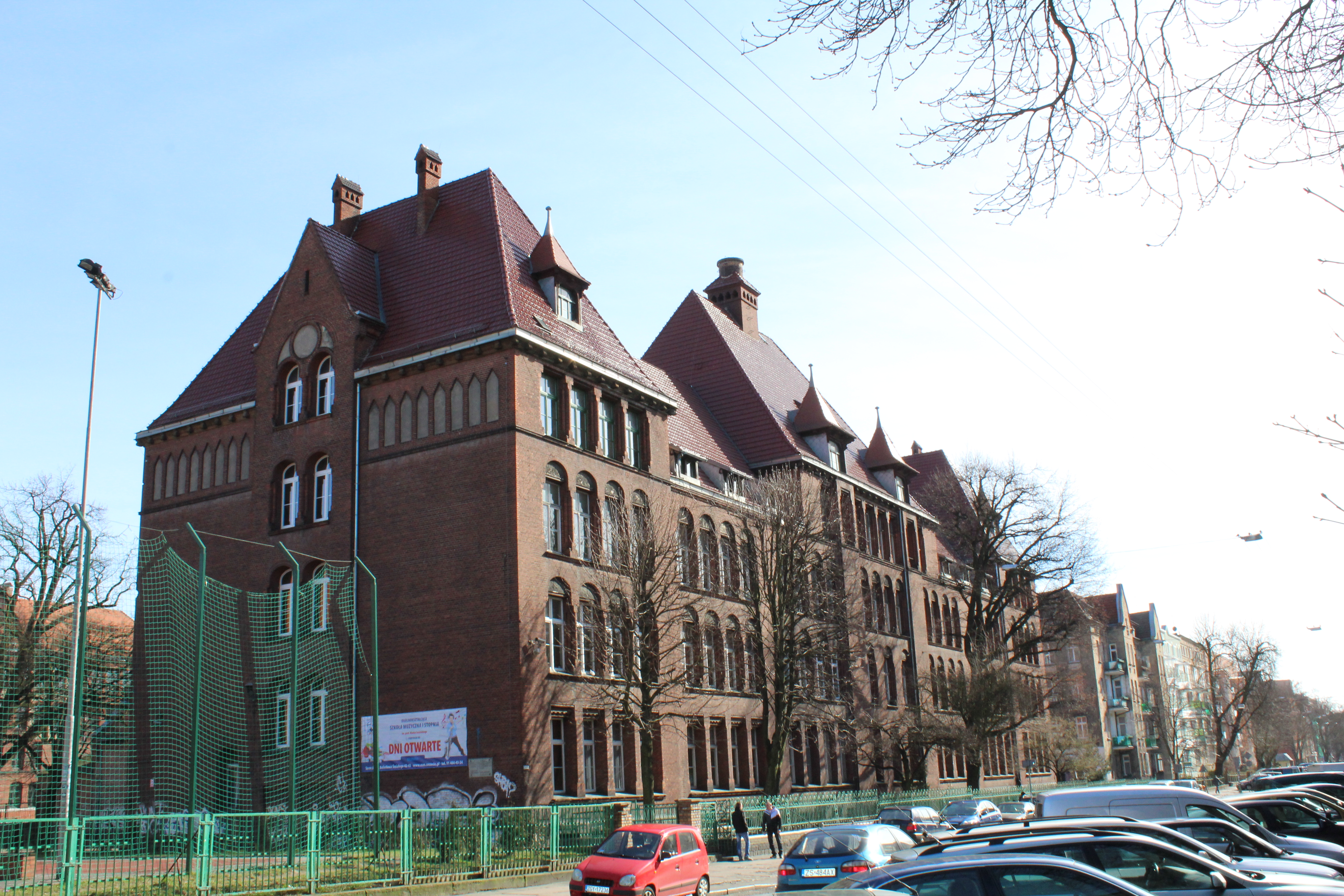
Szkoła Muzyczna I Stopnia - nr 42-43
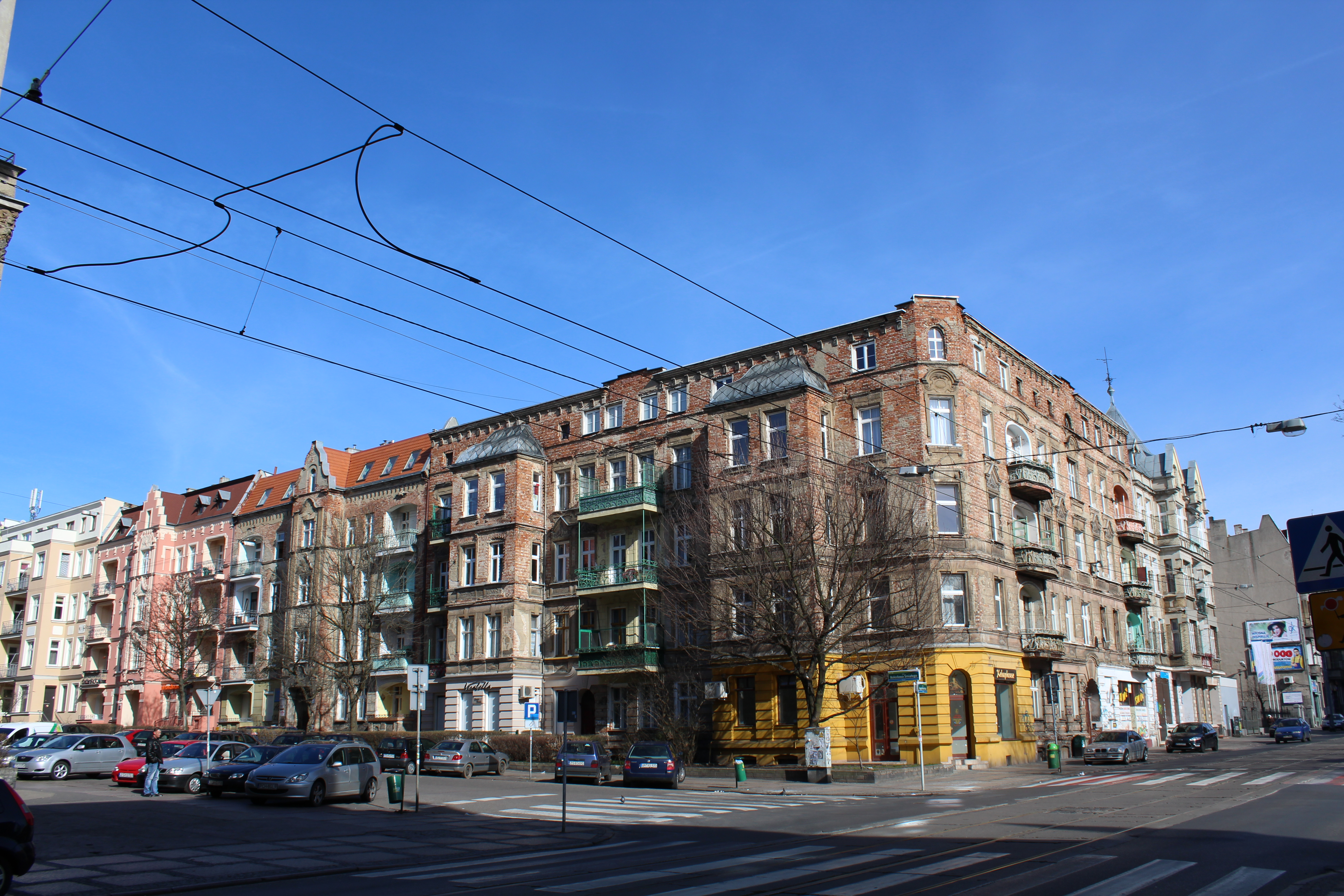
Narożnik z ul. Jagiellońską
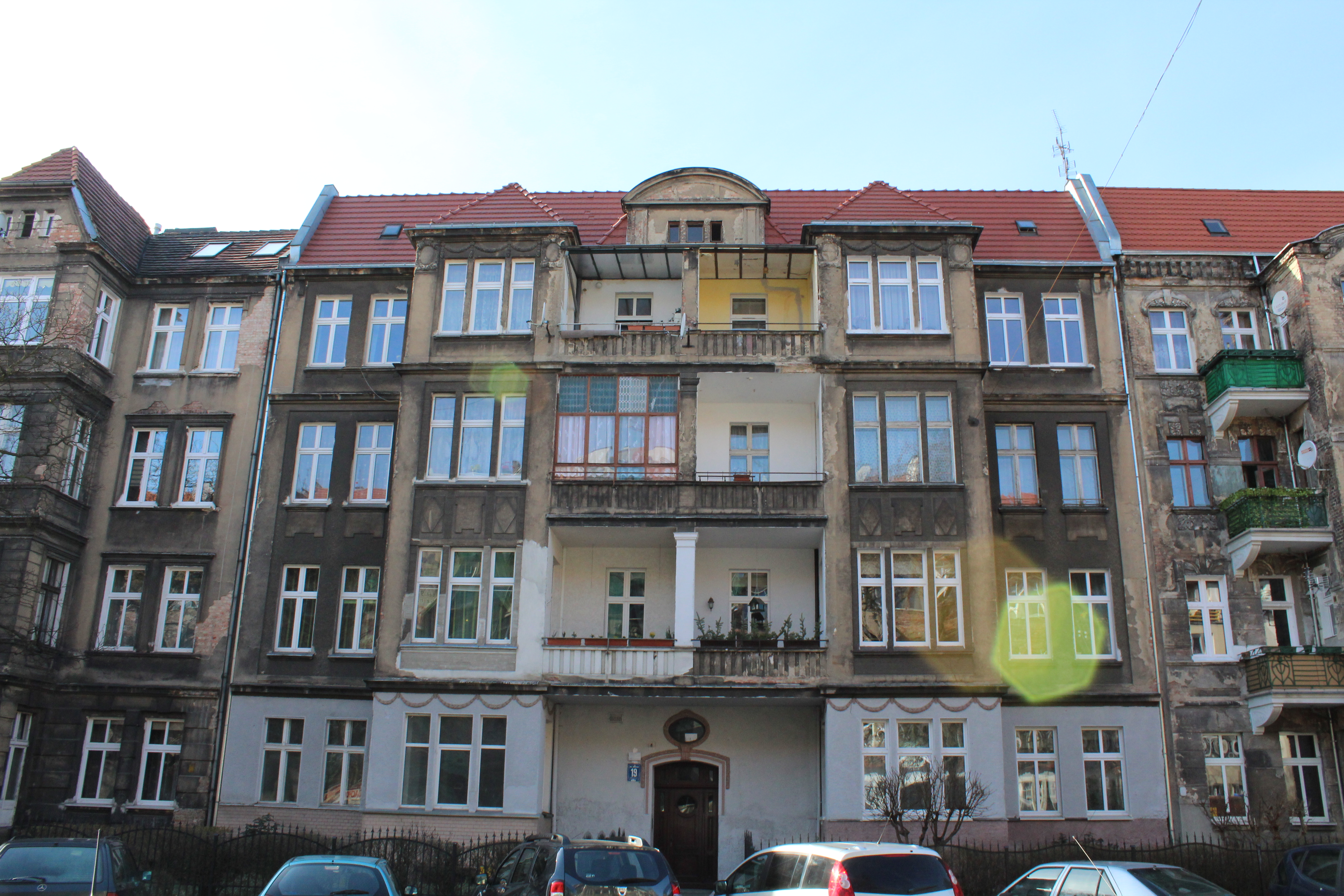
Kamienica nr 19
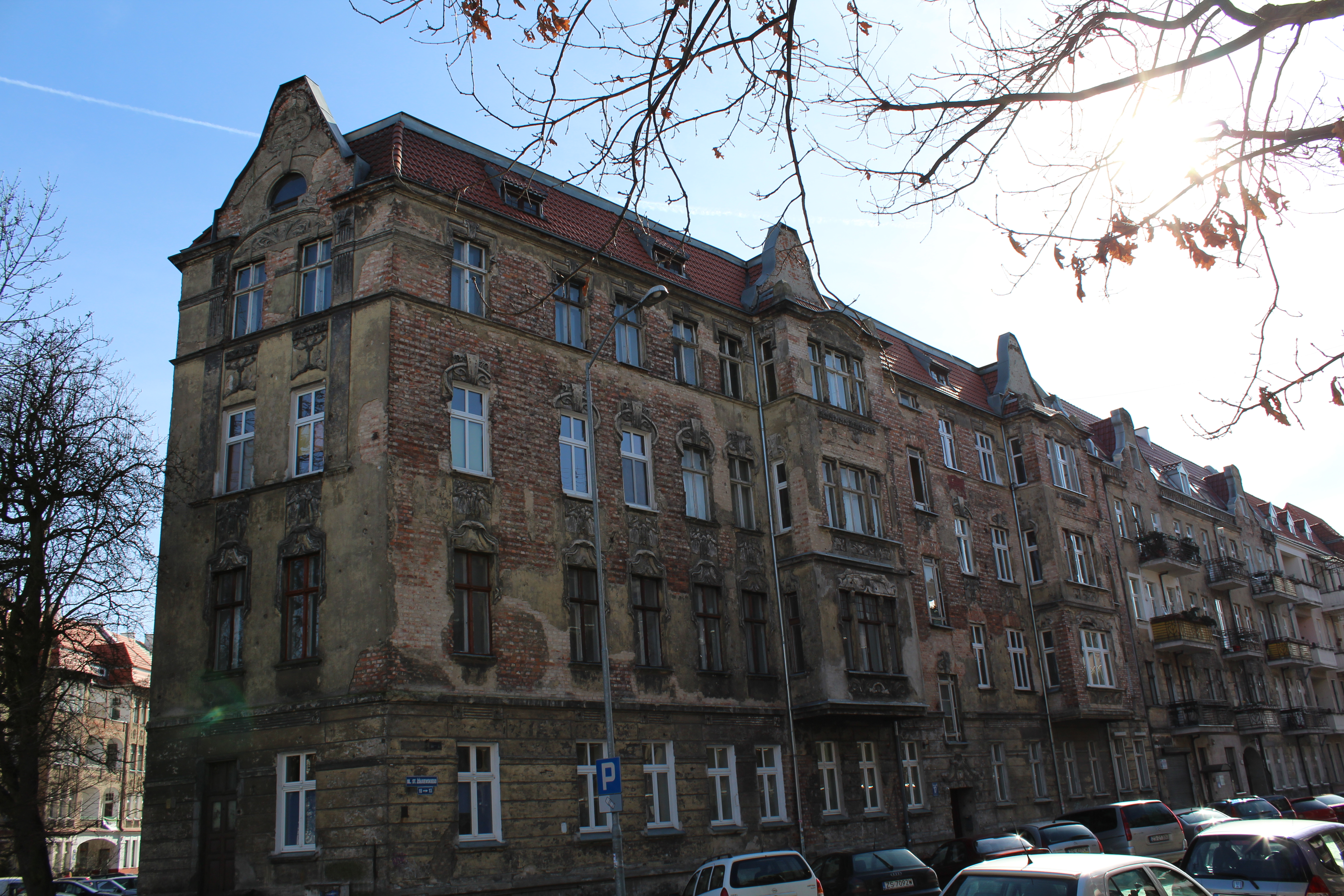
Narożnik z ul.Żółkiewskiego
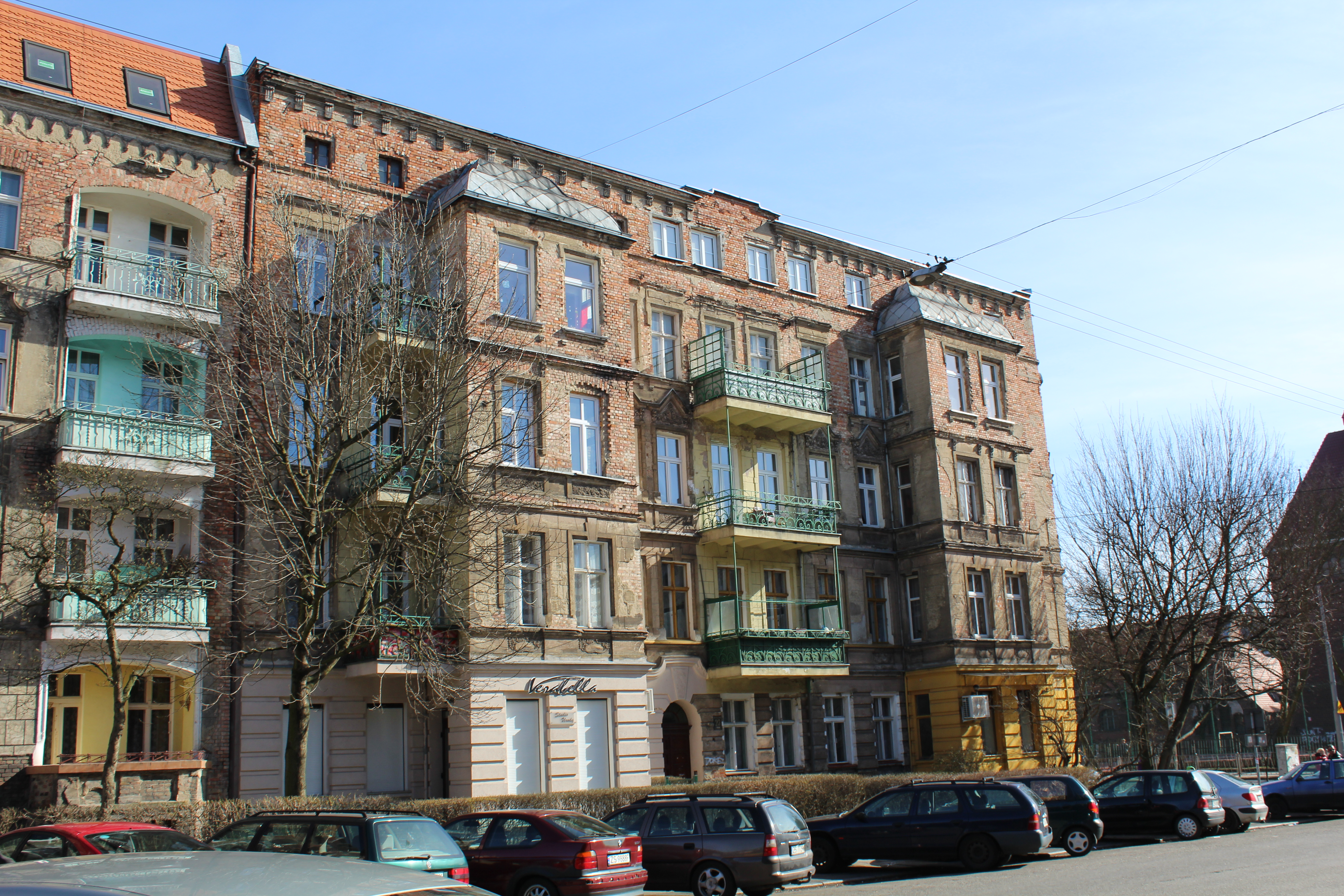
Narożnik z ul. Jagiellońską
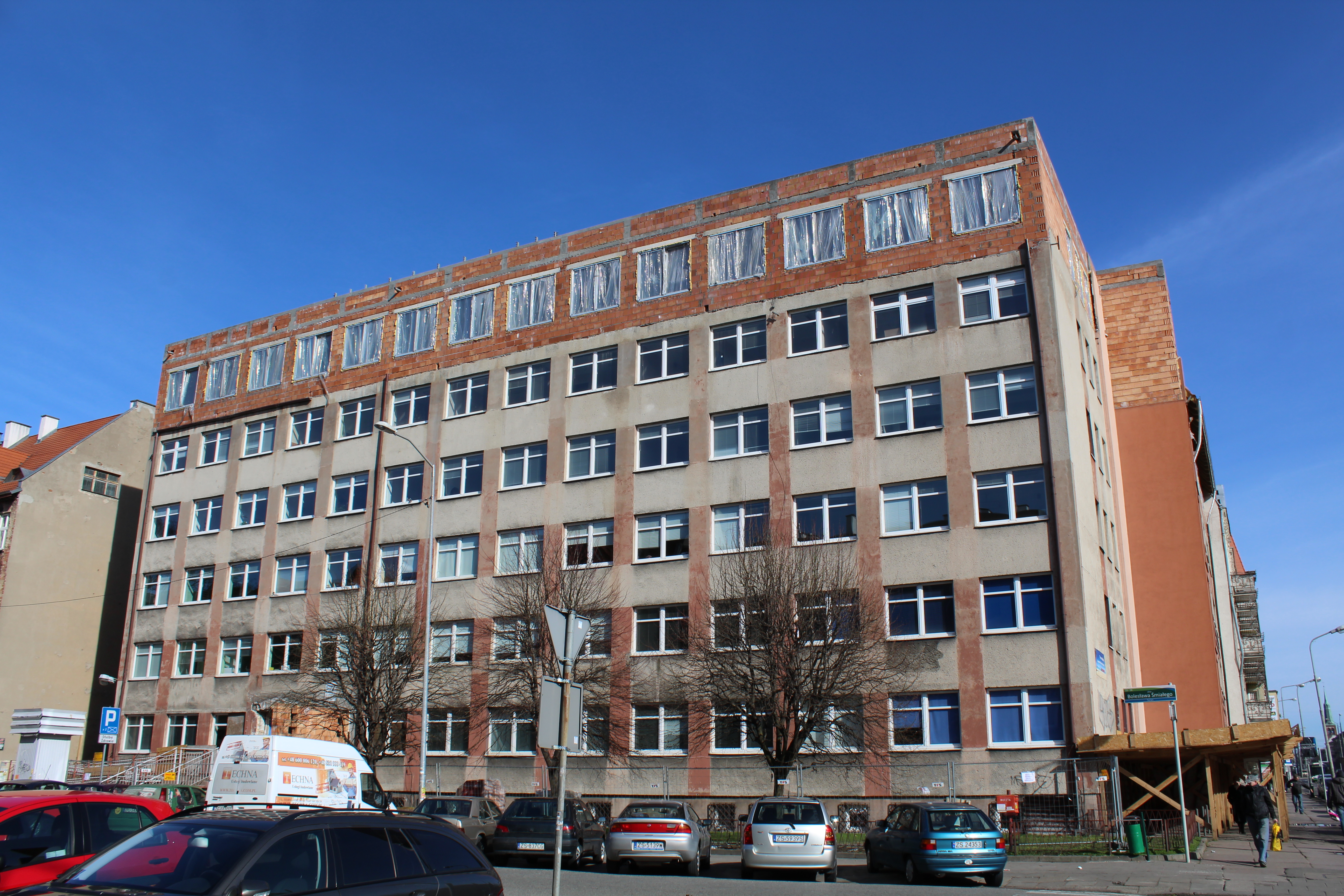
Przychodnia WOMP